# Stazione di Priolo-Melilli
La stazione di Priolo-Melilli è la stazione ferroviaria della città di Priolo Gargallo e lo scalo merci principale del Polo petrolchimico siracusano. È posta al km 295+181 della ferrovia Messina-Siracusa.

## Storia
La stazione di Priolo-Melilli venne costruita in seguito della realizzazione della strada ferrata di collegamento delle aree del siracusano con la città e con il porto di Catania allo scopo di convogliarne verso i mercati i prodotti agricoli e gli agrumi dell'area lentinese. Questo, iniziato dalla Società Vittorio Emanuele, venne proseguito dalla Società per le strade ferrate della Sicilia.
La stazione venne costruita alla periferia est dell'abitato di Priolo Gargallo che al tempo era una frazione di Siracusa, e inaugurata il 19 gennaio 1871 contemporaneamente all'apertura al traffico dell'ultimo tratto di 57,8 km della Lentini-Siracusa con il nome di Priolo. La stazione ebbe un modesto traffico all'inizio servendo principalmente agli incroci e alle precedenze data la linea a semplice binario. Dopo il subentro delle FS nella gestione della linea la stazione cambiò il nome in Priolo-Melilli
Nel secondo dopoguerra iniziò, nell'area tra la linea ferrata e il mare, la costruzione del petrolchimico con il primo insediamento industriale, la raffineria di petrolio Rasiom del gruppo Moratti, sorta nel 1949 e che già qualche anno dopo raffinava ben 8 milioni di tonnellate annue di greggio, impiegando 750 dipendenti. Nel 1956 sul litorale di Priolo Gargallo, presso la rada di Augusta, fu costruita la S.In.Cat. (Società Industriale Catanese) del gruppo Edison, con un'occupazione che raggiunse i 3100 dipendenti nel 1961. La società si occupava di chimica inorganica e fertilizzanti. Nel 1956 nacque anche la grande centrale termoelettrica Tifeo, poi la Liquigas, la Migas Sicilia e la Ilgas. Poi fu la volta delle officine Grandis, la Sotis Cavi e la Siciltubi. In seguito a ciò la stazione subì un ampliamento del fascio binari con il prolungamento verso sud e il raccordo con i binari interni delle varie industrie trasformandosi da semplice raddoppio in scalo ferroviario industriale. Il traffico viaggiatori subì un'impennata con l'istituzione di treni pendolari alle ore adatte ai cambi turno e vennero istituiti collegamenti merci con importanti scali ferroviari nazionali. La progressiva dismissione degli impianti a partire dalla fine degli anni settanta e il crollo della produzione ha coinvolto fortemente anche la stazione che negli ultimi anni ha visto decrescere in maniera esponenziale il traffico merci e viaggiatori.

## Strutture ed impianti
La stazione consiste di un fabbricato posto all'estremità nord del fascio binari. L'edificio di stazione è posto ad ovest dei binari. La stazione è sempre stata di fermata per quasi tutte le categorie di treni viaggiatori godendo di un forte traffico pendolari legato all'attività delle industrie petrolchimiche e dell'indotto. Dagli anni novanta il traffico viaggiatori pendolari si è quasi azzerato in seguito alle sempre più frequenti dismissioni degli impianti industriali e conseguente drastico calo dell'occupazione.
Il fascio binari comprende il primo binario di transito e un binario di incrocio e precedenza per servizio viaggiatori e vari binari merci. Solo il primo e il secondo binario sono muniti di marciapiedi. I vari binari dello scalo merci e di ricovero si trovano principalmente sul lato est e sud-est della stazione. Dalla stazione in passato aveva origine un notevole numero di treni merci per trasporto di prodotti industriali e petroliferi. A partire dalla metà degli anni ottanta il traffico si è sensibilmente ridotto.
Dal 15 dicembre 2013 la stazione è esercita in telecomando in seguito all'attivazione del Sistema di comando e controllo (SCC)

## Servizi
La stazione è dotata di:
- Biglietteria automatica
- Bar
- Servizi igienici